# Yuzo Kurihara
Yuzo Kurihara (født 18. september 1983) er en japansk fodboldspiller.

## Japans fodboldlandshold
| Japans landshold | Japans landshold | Japans landshold |
| År               | Kmp              | Mål              |
| ---------------- | ---------------- | ---------------- |
| 2006             | 1                | 0                |
| 2007             | 0                | 0                |
| 2008             | 0                | 0                |
| 2009             | 0                | 0                |
| 2010             | 4                | 0                |
| 2011             | 3                | 0                |
| 2012             | 5                | 2                |
| 2013             | 7                | 1                |
| Total            | 20               | 3                |